# Metrični prostor
Métrični prôstor je v matematiki množica (ali »prostor«), v kateri je določena metrika - to je razdalja med njenimi elementi. Metrični prostor, ki je najbolj podoben našemu intuitivnemu razumevanju stvarnosti, je 3-razsežni evklidski prostor. Evklidska metrika tega prostora določa razdaljo med dvema točkama kot dolžino daljice, ki ju povezuje.
Geometrija prostora je odvisna od izbrane metrike. Z izbiro različnih metrik se lahko konstruira zanimive neevklidske geometrije, ki se uporabljajo v splošni teoriji relativnosti.
Metrični prostor sproža topološke lastnosti kot so odprte in zaprte množice, kar vodi do raziskovanja še bolj abstraktnih topoloških prostorov.

## Zgodovina
Metrične prostore je leta 1906 uvedel francoski matematik Maurice René Fréchet v svojem članku Sur quelques points du calcul fonctionnel, Rendic. Circ. Mat. Palermo 22 (1906) 1-74.

## Stroga definicija
Metrični prostor M je množica točk s pripadajočo funkcijo (metriko) d : M × M -> R (kjer je R množica realnih števil).
Za vse x, y, z v M morajo za to funkcijo veljati naslednji pogoji:
1. d(x, y) ≥ 0     (nenegativnost)
2. d(x, y) = 0,   če in samo če   x = y     (enakost nerazdeljivosti)
3. d(x, y) = d(y, x)     (simetričnost)
4. d(x, z) ≤ d(x, y) + d(y, z)     (trikotniška neenakost).